# ماتیاس روست
ماتیاس روست (آلمانی: Mathias Rust؛ زادهٔ ۱ ژوئن ۱۹۶۸) خلبان اهل آلمان است. وی در سال ۱۹۸۷ خلبانی یک فروند «سِسنا ۱۷۲ـ بی» را بر عهده داشت که پس از سوخت گیری در فرودگاه هلسینکی بدون این که سیستم دفاع ضد هوایی شوروی سابق متوجه آن شود از مرز هوایی شوروی گذشت. روست بدون هیچ مشکلی پس از صدها کیلومتر پرواز در آسمان شوروی در انتهای پُل منتهی به میدان سرخ مسکو پشت دیوار کاخ کرملین فرود آمد. وی دستگیر و بعداً محاکمه شد. ماتیاس بعداً به جرم عبور غیرقانونی از مرز به هشت سال زندان محکوم شد ولی ۱۴ ماه و چند روز بعد آزاد گردید.